# Alphonse Liébert

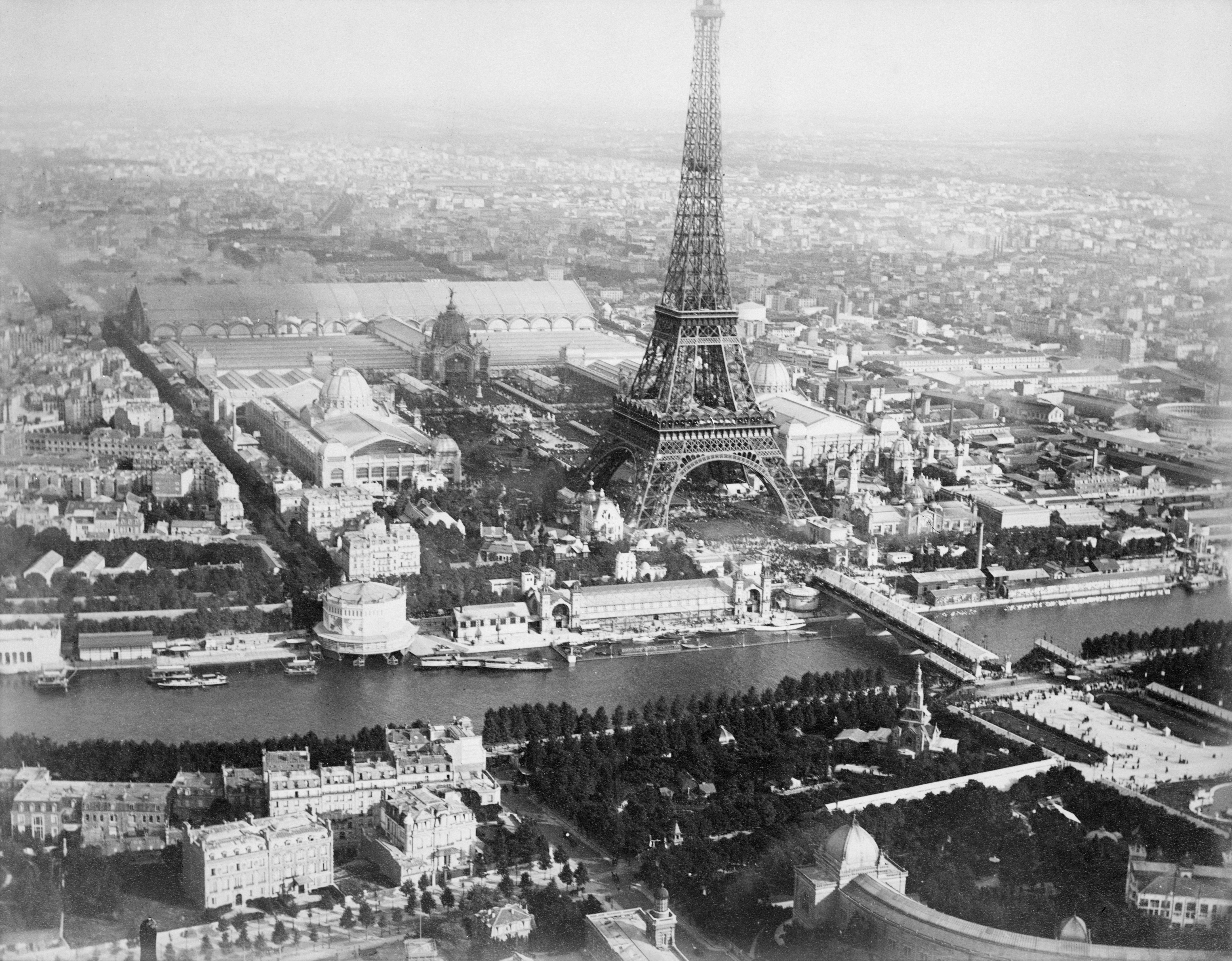
Paříž a Světová výstava z roku 1889, fotografovaná z balónu

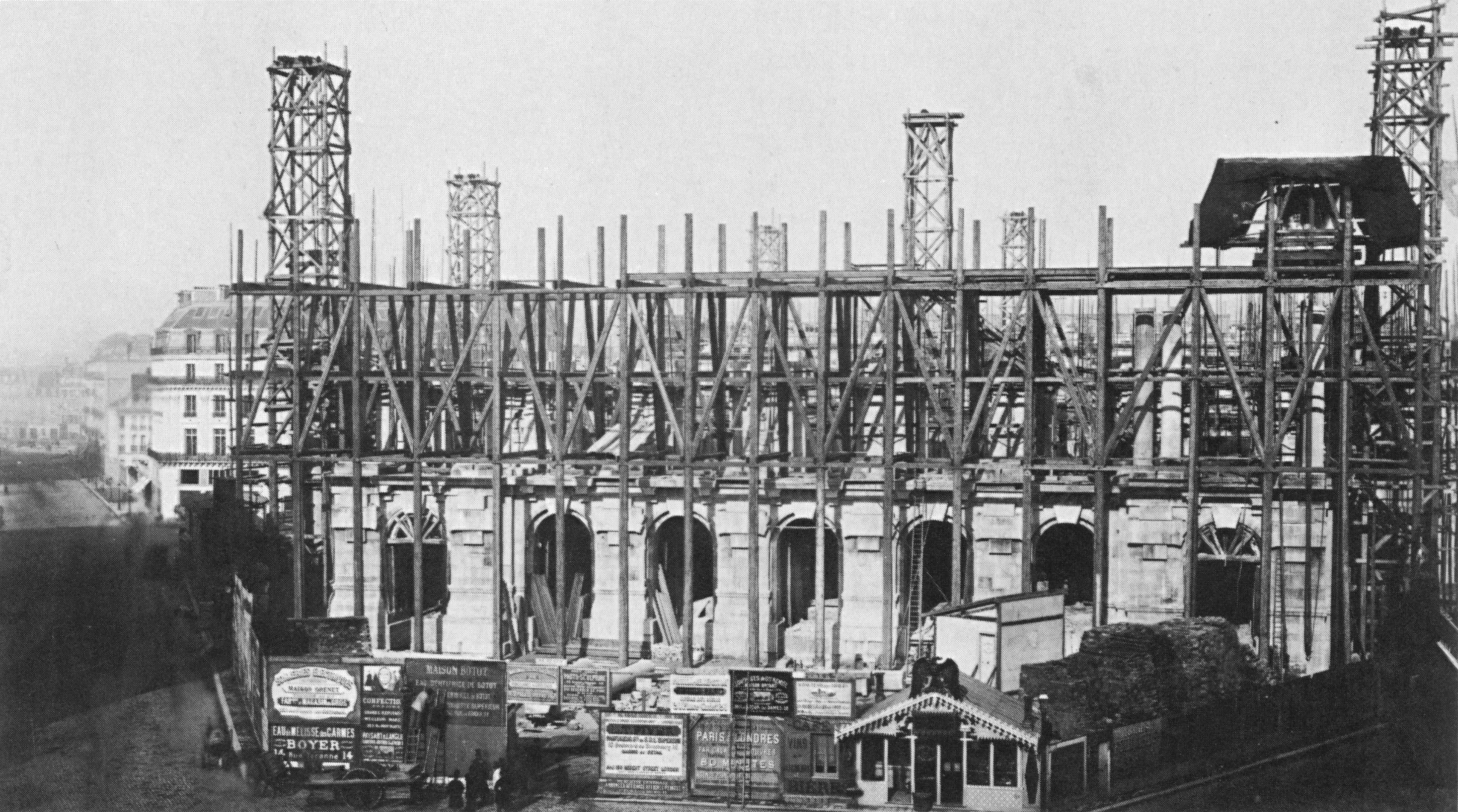
Pařížská opera (Palais Garnier) ve výstavbě (1864)

Alphonse Justin Liébert (1827 Tournai – 1914 Paříž) byl francouzský námořní důstojník a fotograf.

## Životopis
Alphonse Liébert byl námořní důstojník a zároveň vášnivý fotograf. Během své dlouhé profesní kariéry fotografoval velké množství osobností, politických a kulturních událostí.
Kolem roku 1853 se etabloval jako fotograf ve Spojených státech v Kalifornii.
V roce 1863 se vrátil do Francie a usadil se v Paříži. Své studio a fotografický ateliér v období 1864–1900 několikrát stěhoval; nejprve na rue Saint-Vincent-de-Paul 6, poté na bulvár boulevard des Capucines 13, poté na rue Saint-Lazare 81 a nakonec na rue de Londres 6.
V roce 1873 se stal členem Francouzské fotografické společnosti.

## Soud s Alexandrem Dumasem
V březnu 1867 fotografoval otce Alexandra Dumase s jeho milenkou Adah Isaacs Menken. V dubnu 1867 Dumas na Alphonse Liéberta podal žalobu a žádal o stažení fotografií s jeho milenkou z prodeje. V květnu 1867 byla Dumasova žaloba zamítnuta. Dumas se odvolal a po návrhu na koupi fotografií (za částku 100 franků) bylo jeho fotografie s milenkou zakázáno prodávat.

## Pařížská komuna roku 1871
Alphonse Liébert byl jedním ze mála fotografů, kteří zůstali v Paříži během Pařížské komuny v roce 1871. Fotografoval budovy zničené bojem během Krvavého týdne, stejně jako četné barikády postavené komunardy. Byl jediný, kdo fotografoval ruiny nacházející se poblíž pařížských předměstí v důsledku bombardování pruské armády.
V roce 1872 publikoval tyto fotografie ve dvojitém albu s názvem Les ruines de Paris et de ses environs. 1870–1871. Cent photographies. Každý ze dvou svazků zahrnuje padesát fotografií o rozměrech přibližně 18×25 cm.

## Galerie
Osobnosti

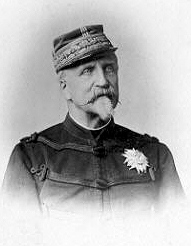
Vévoda Aumale, Henri d'Orléans (1822–1897)
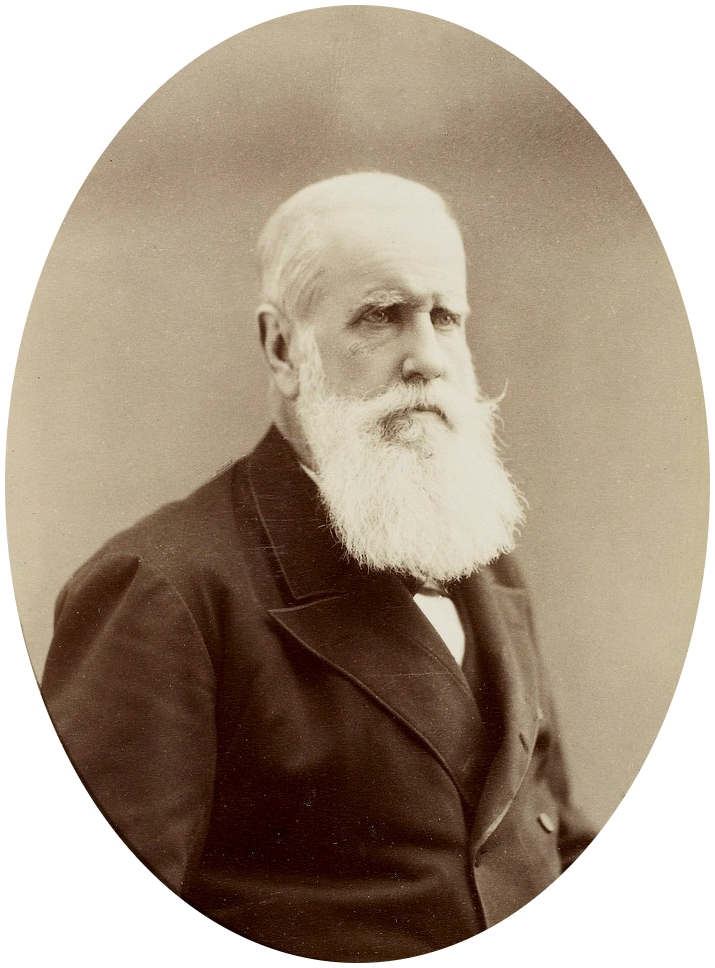
Císař Petr II. Brazilský
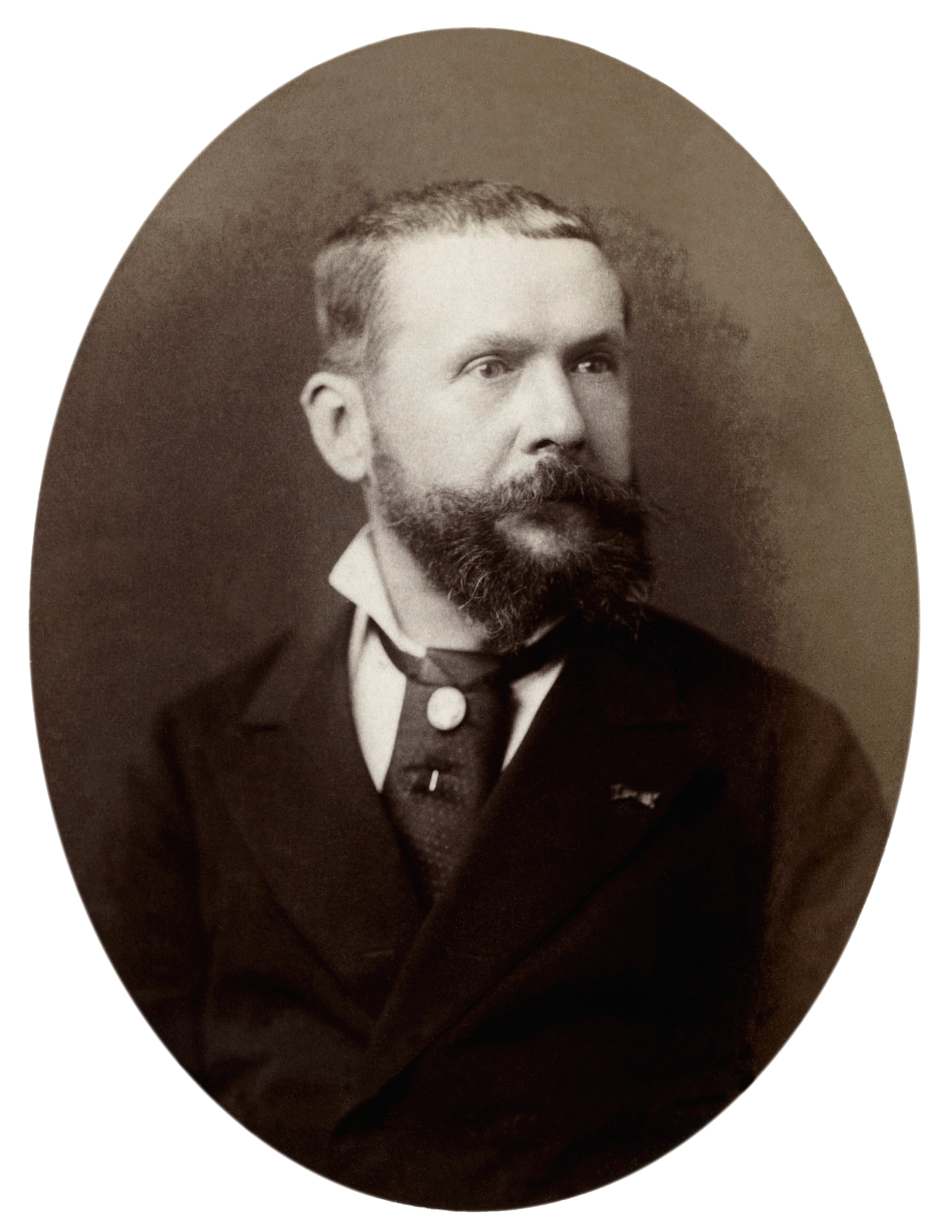
Aeronaut Gaston Tissandier

Pařížská komuna roku 1871

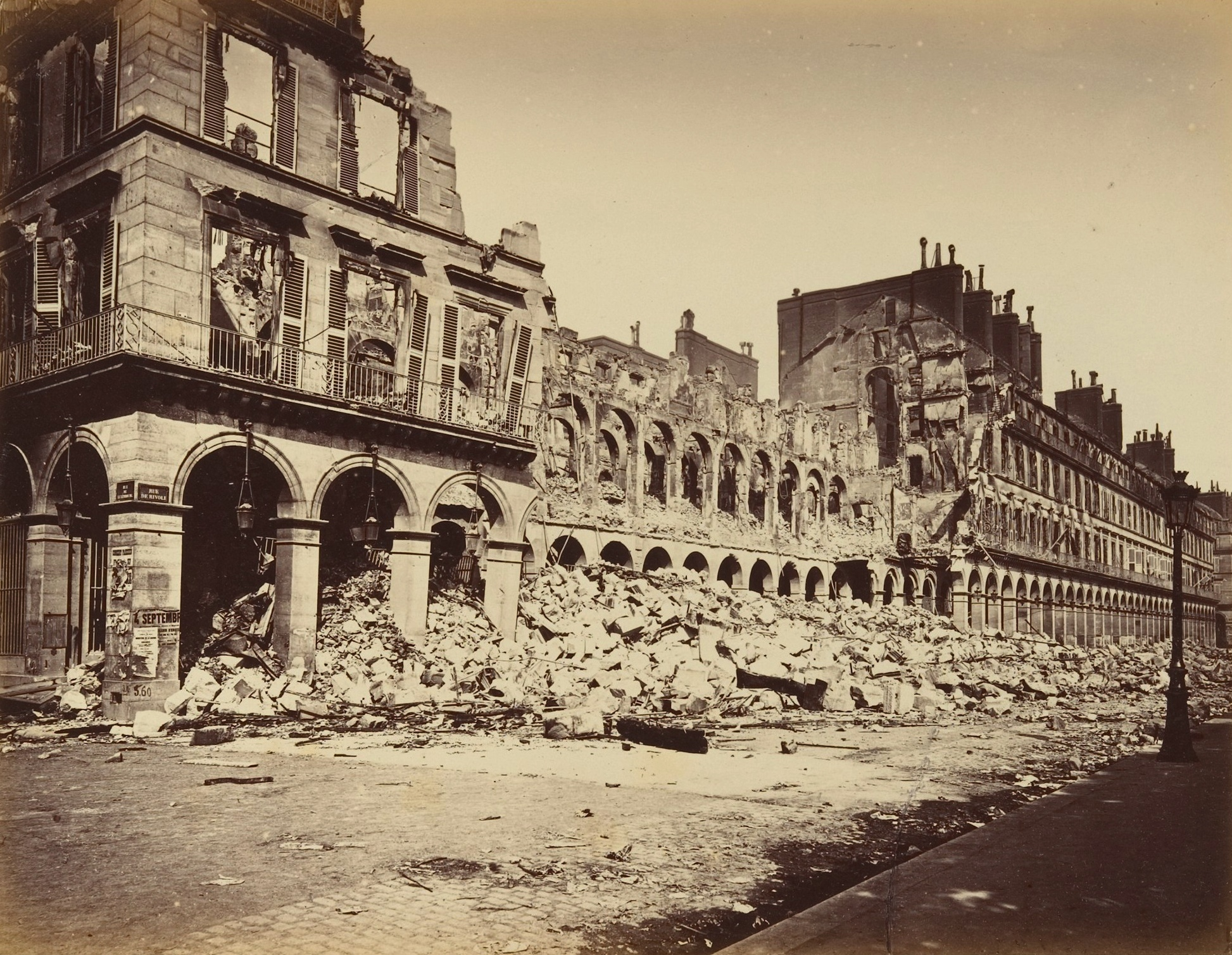
Rue de Rivoli během Pařížské komuny roku 1871
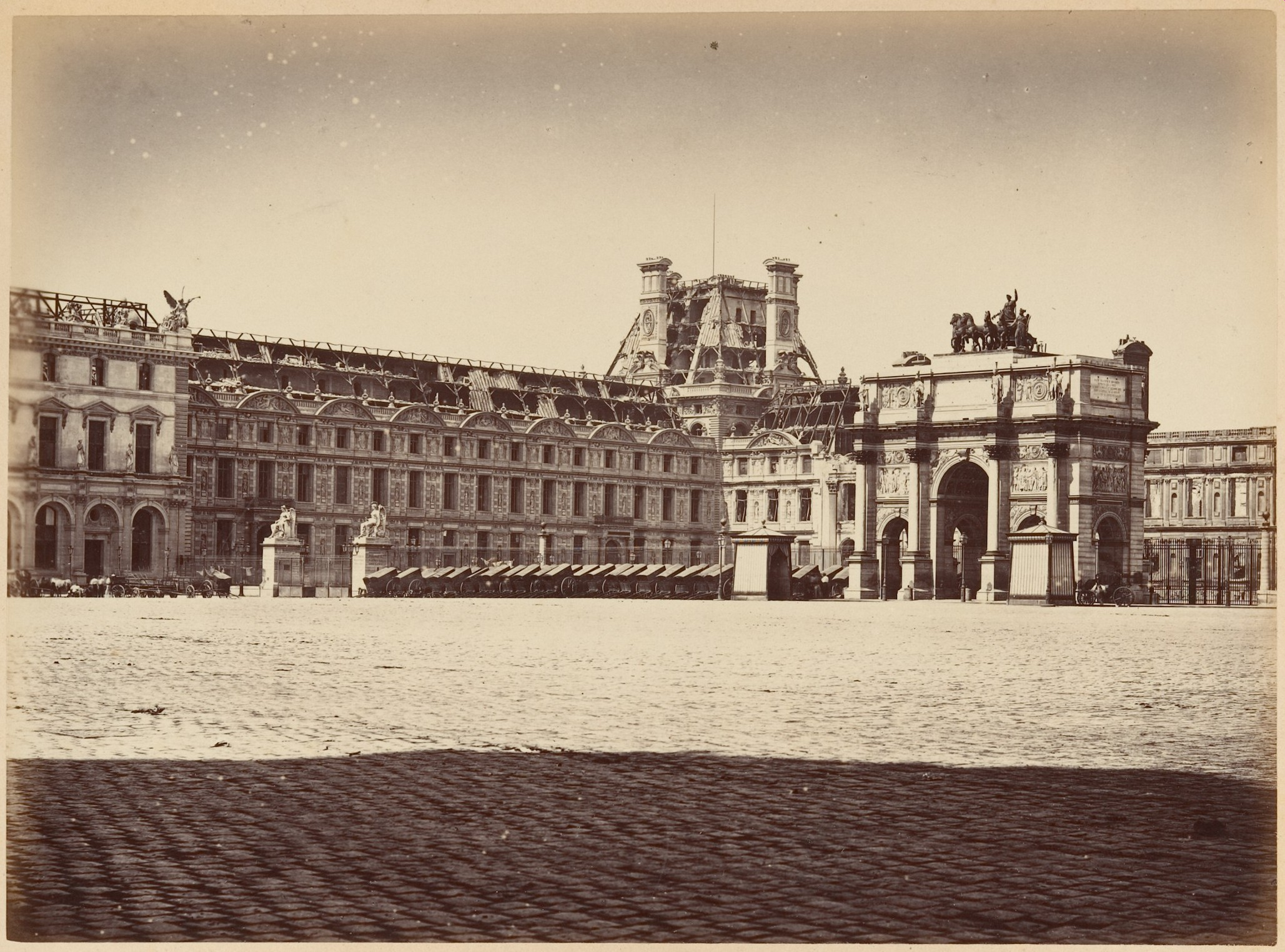
Louvre v troskách po Krvavém týdnu, květen 1871
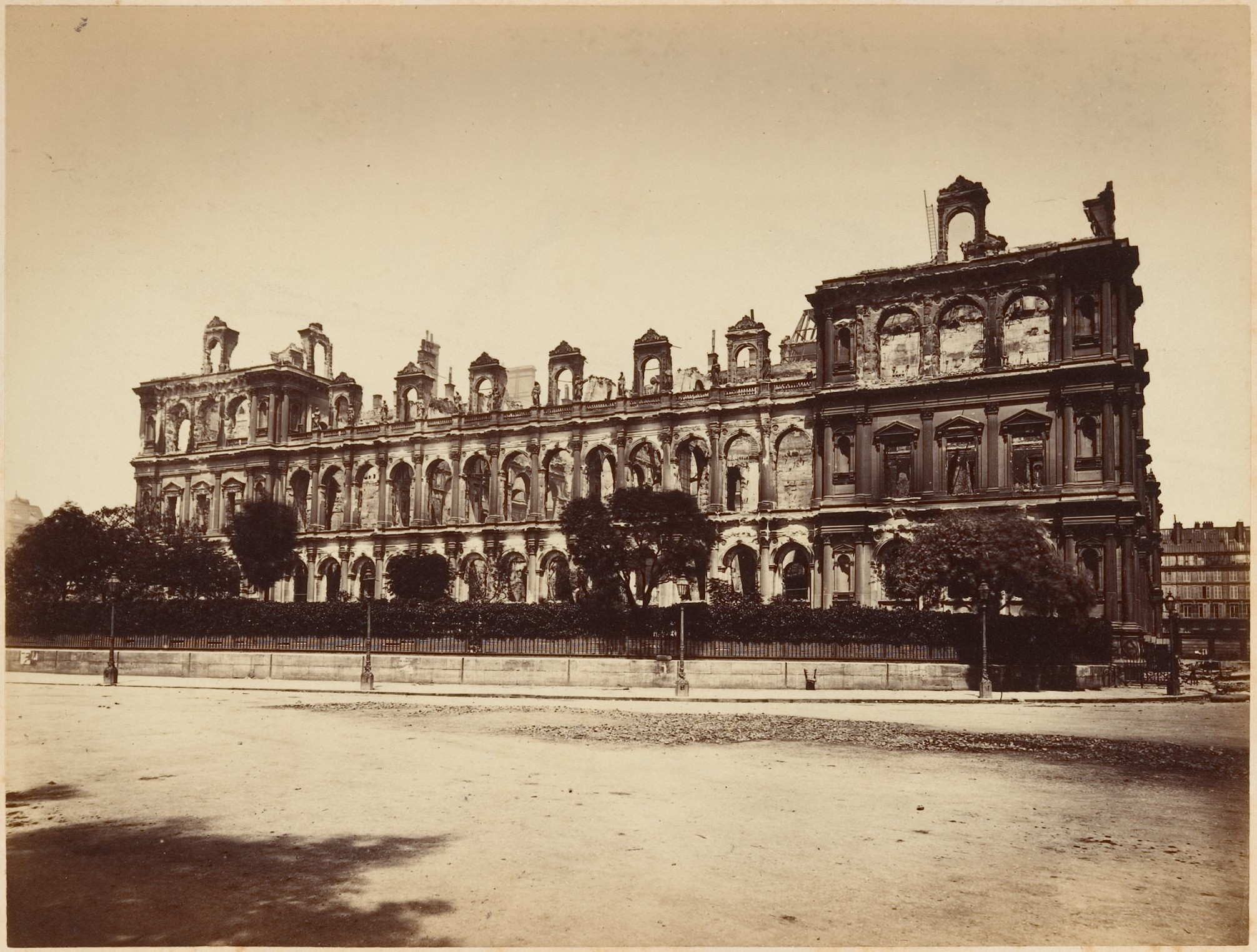
Pařížská radnice zničena bojem v roce 1871

Tanečnice v pařížských tanečních sálech

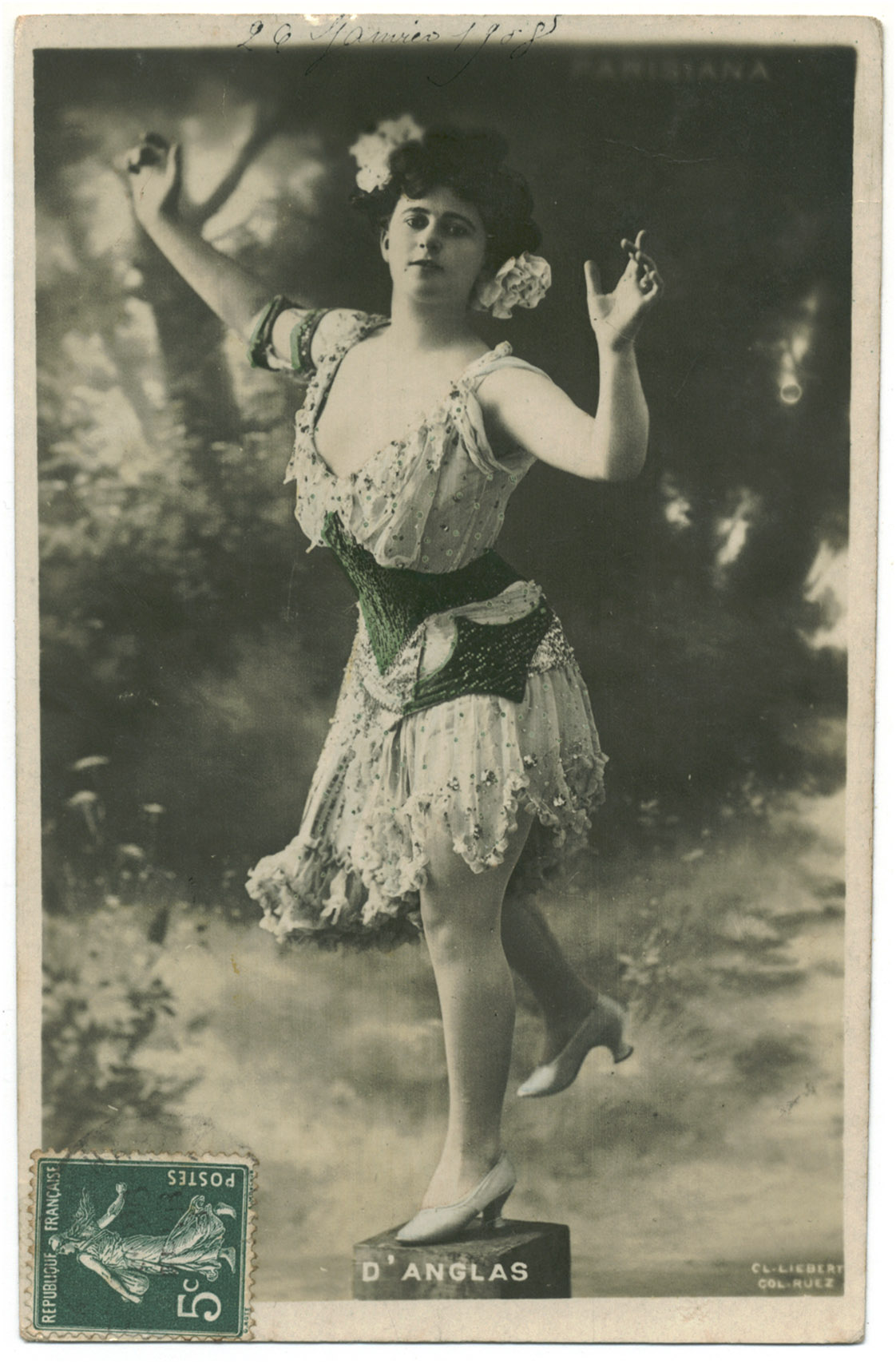
Tanečnice v kavárně Parisiana
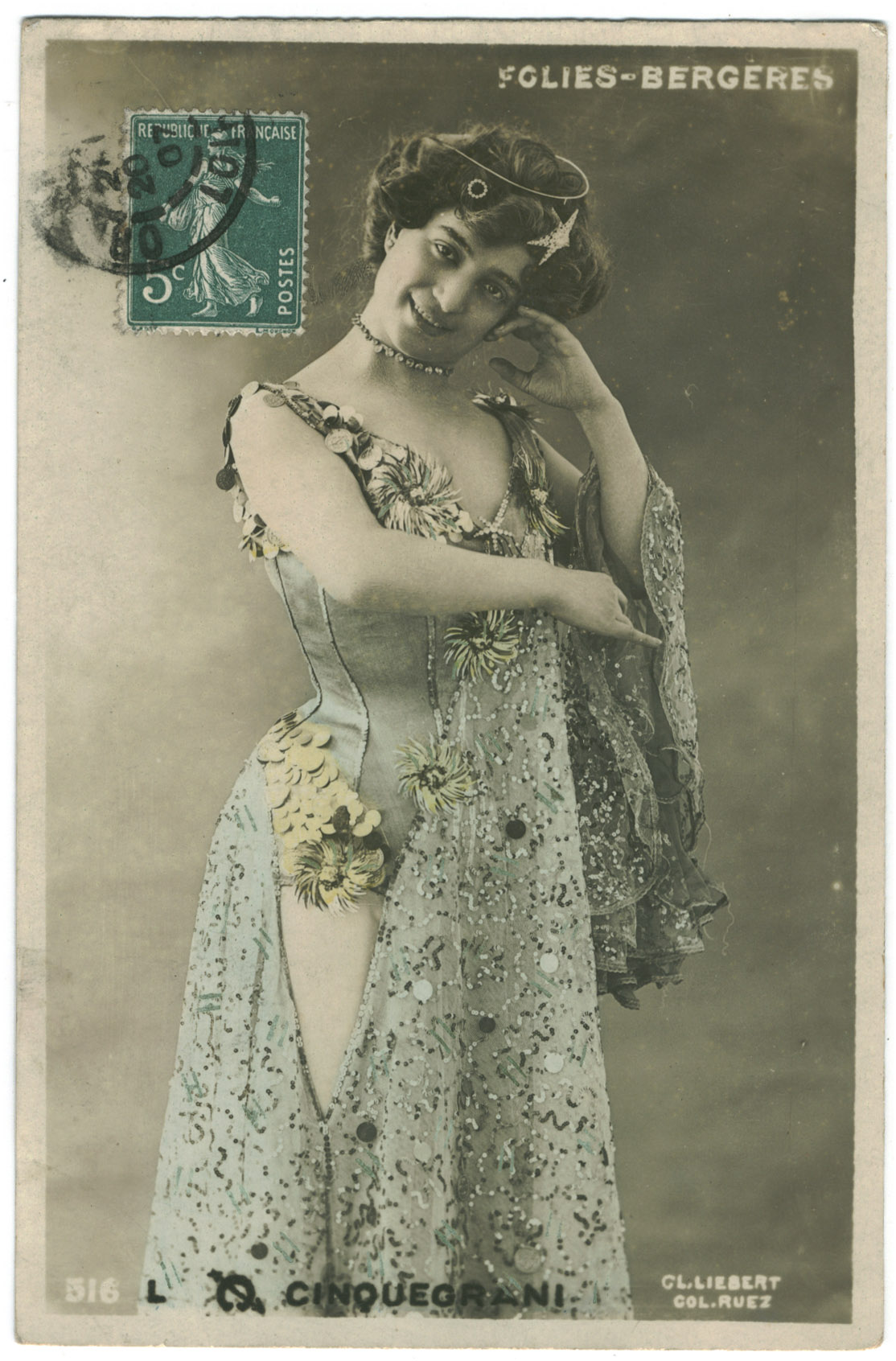
Tanečnice ve Folies Bergère
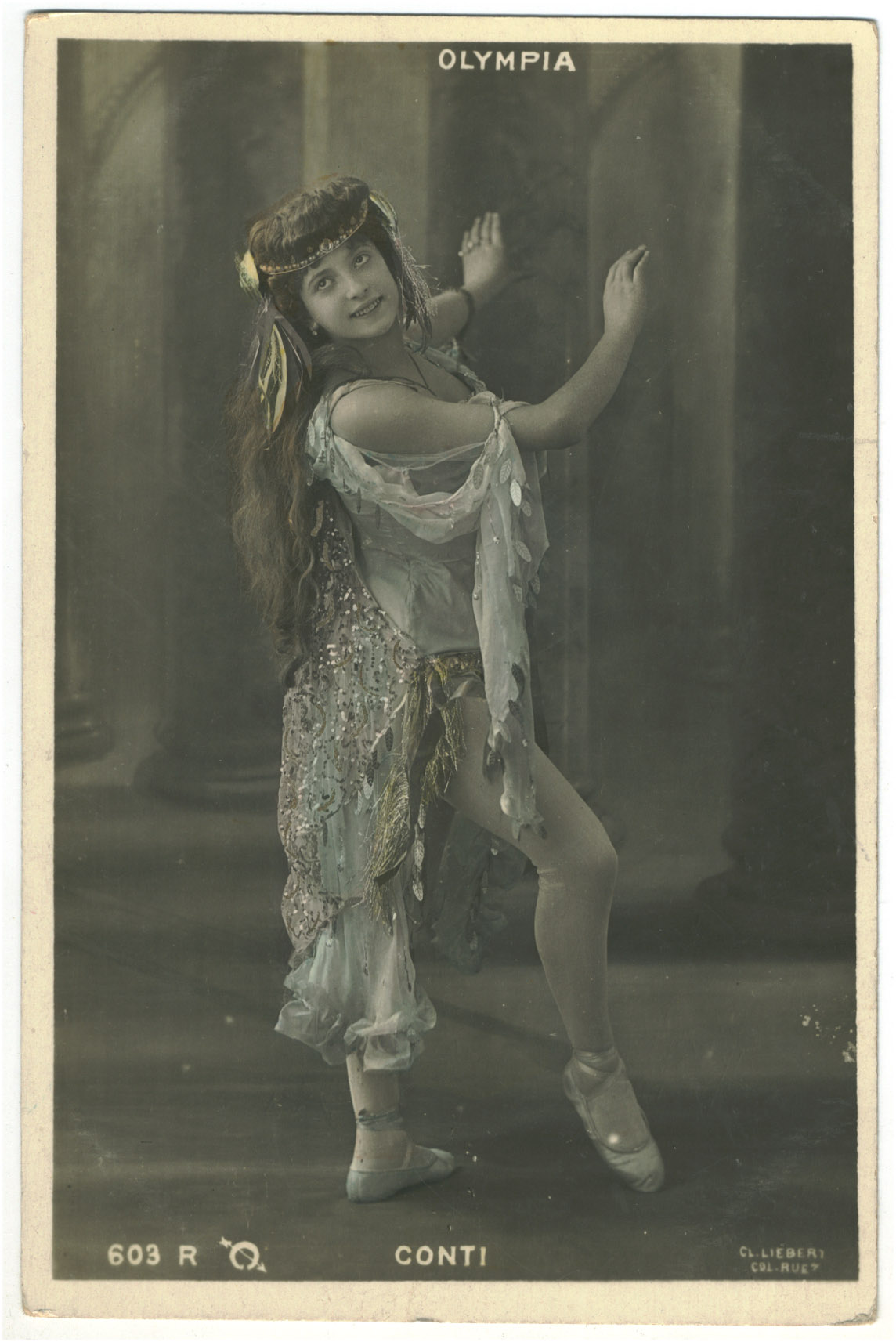
Tanečnice v Olympii

Alexander Dumas starší se svou milenkou

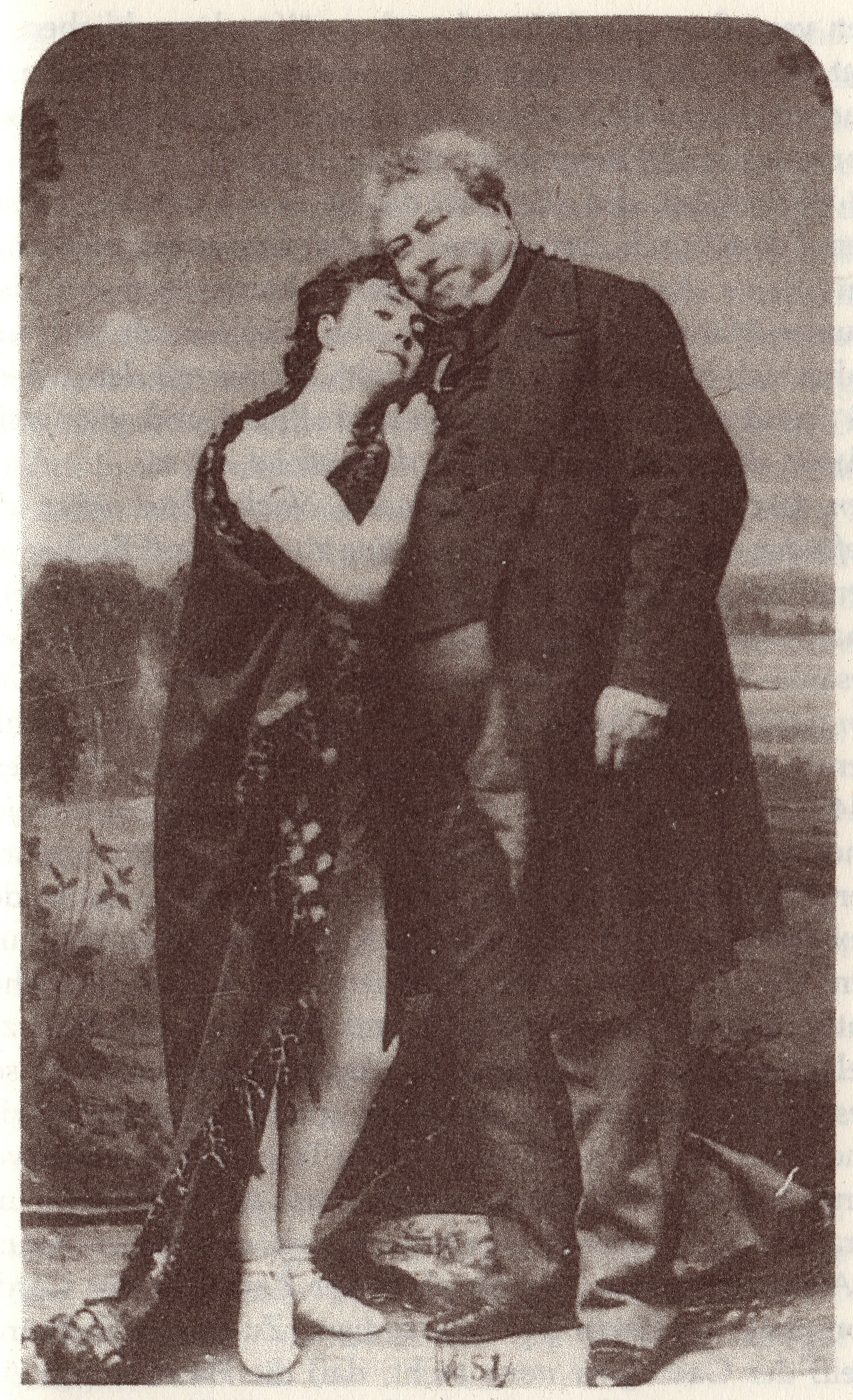
Alexandre Dumas a Miss Menken
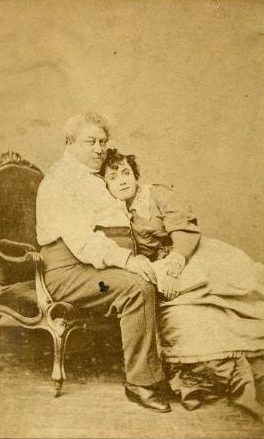
Alexandre Dumas a Miss Menken
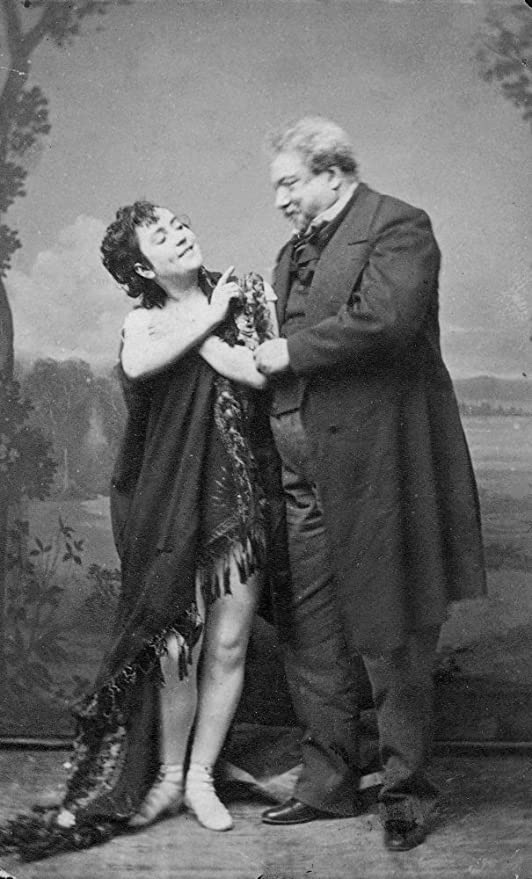
Alexandre Dumas a Miss Menken